# Chełminko
Chełminko (prononciation : [xɛu̯ˈminkɔ]) est un village polonais de la gmina de Duszniki dans le powiat de Szamotuły de la voïvodie de Grande-Pologne dans le centre-ouest de la Pologne.
Il se situe à environ 6 km au nord-ouest de Duszniki (siège de la gmina), 21 km au sud-ouest de Szamotuły (siège du powiat), et à 40 km à l'ouest de Poznań (capitale de la Grande-Pologne).

## Histoire
De 1975 à 1998, le village faisait partie du territoire de la voïvodie de Poznań.

Depuis 1999, Chełminko est situé dans la voïvodie de Grande-Pologne.